# Богданович, Адам Егорович
Ада́м Его́рович Богдано́вич (белор. Адам Ягоравіч Багдановіч; 20 марта (1 апреля), по другим данным 25 марта (6 апреля), 1862 года, местечко Холопеничи, Борисовский уезд, Минская губерния — 16 апреля 1940, Ярославль) — белорусский этнограф, фольклорист, мемуарист, историк культуры. Отец поэта Максима Богдановича, свояк Максима Горького.

## Биография
С рождения и до 16 лет носил имя Адольф. По происхождению крестьянин местечка Холопеничи Борисовского уезда Минской губернии (ныне городской посёлок Крупского района Минской области), отец — Егор Лукьянович Богданович, православный, мать — Анелия Фоминична Осьмак, католичка. Учился в школе в Холопеничах и в Минске. В 1882 году окончил Несвижскую семинарию. Во время учёбы организовал кружок самообразования, начал записывать фольклорно-этнографический материал.
В августе 1882 года вступил в «семинаристкий» народовольческий кружок. На протяжении трёх лет вёл пропагандистскую работу на селе. В 1885—1891 годах был учителем 1-го городского училища Минска. Входил в состав минской организации «Народная воля». Отошёл от революционной деятельности и преподавания после резкого ухудшения здоровья.
С 1886 года печатал в периодической русскоязычной печати («Минские губернские ведомости», «Минский листок», «Гродненские губернские ведомости», «Виленский календарь», «Нижегородский листок» и другие издания) статьи по истории и этнографии.
В 1888 году женился на Марии Афанасьевне Мякота (1869—1896). Семья в материальном отношении была обеспеченной: Адам зарабатывал до 1500 рублей в год при готовой квартире с отоплением и освещением. Жили на Троицкой горе в доме Коркозовича на Александровской улице, в то время в нём помещалось 1-е приходское училище и учительские квартиры, позднее это был дом № 25 (ныне здесь участок улицы М. Богдановича напротив сквера у Театра оперы и балета.
6 (18) марта 1890 года у супругов родился первенец — Вадим, а 27 ноября (9 декабря) 1891 года второй сын — Максим.
С 1892 года Адам Егорович служил в Гродненском отделении Крестьянского поземельного банка. Был корреспондентом известного фольклориста Павла Шейна, для которого, в частности, записал по памяти народные сказки, слышанные в детстве от бабки и матери. Некоторое время руководил публичной библиотекой.
В Гродно семья жила на окраине города, на Садовой улице. Здесь 14 (26) ноября 1894 года родился третий сын — Лев, а в мае 1896 года — дочь Нина. Вскоре Мария Афанасьевна умерла от чахотки.
В ноябре 1896 года Адам Егорович был переведён по службе в Нижний Новгород. Здесь у него завязались дружеские отношения с Максимом Горьким, с которым они вскоре породнились, женившись на сёстрах — Е. П. (Горький) и А. П. (Богданович) Волжиных. Адам Богданович женившись в начале 1899 года, а в конце того же года овдовел — жена умерла от родов, оставив сиротой сына Александра, который рос в семье Максима Горького и умер в Крыму от дизентерии в четырёхлетнем возрасте.
Следующий брак Адама Богдановича был гражданским. Он стал жить с сестрой своей первой жены — Александрой Афанасьевной Мякотой. В этом браке родилось ещё пятеро сыновей — Павел, Алексей, Вячеслав, Николай, Роман.
В 1907 семья переехала в Ярославль, где Адам сначала управлял отделением Крестьянского поземельного банка. В 1920—1931 годах работал директором научной библиотеки Ярославского государственного музея. Некоторое время преподавал историю культуры в художественном, музыкальном и театральном училищах города. Вёл активную переписку с деятелями белорусской и русской культуры, написал о некоторых из них воспоминания (о сыне Максиме, Максиме Горьком, Фёдоре Шаляпине).
Ярославский художник Фёдор Панков в конце 1920-х годов написал портрет Адама Богдановича, который находится в коллекции Ярославского художественного музея.
В 1932 году был арестован Ярославским отделением ГПУ, освобождён по ходатайству свояченицы Екатерины Пешковой, жены Максима Горького.
Похоронен на Леонтьевском кладбище, вместе со второй женой.

## Наиболее важные работы
- Нарыс становішча жанчыны ў сялянскім асяродзьдзі беларускага краю, 1886
- Про панщину: Рассказ из белорусской жизни времён крепостного права, 1894
- Про женщину
- Пережитки древнего миросозерцания у белорусов: Этнографический очерк, 1895
- Национальный склад белорусского народа
- Язык земли: Этнологический очерк
- Страницы из жизни Максима Горького
- Богданович А. Е. Материалы к биографии Максима Адамовича Богдановича. — Минск: Наука и техника, 1965. — 29 с.
- Мои воспоминания